# Malimbe de Gola
El malimbe de Gola (Malimbus ballmanni) és un ocell de la família dels ploceids (Ploceidae).

## Hàbitat i distribució
Habita la selva pluvial, a Sierra Leone, Libèria i sud-oest de Costa d'Ivori.